# 9155 Verkhodanov
9155 Verkhodanov è un asteroide della fascia principale. Scoperto nel 1982, presenta un'orbita caratterizzata da un semiasse maggiore pari a 3,0847484 UA e da un'eccentricità di 0,0396958, inclinata di 2,34518° rispetto all'eclittica.